# Anne-Marie Simond

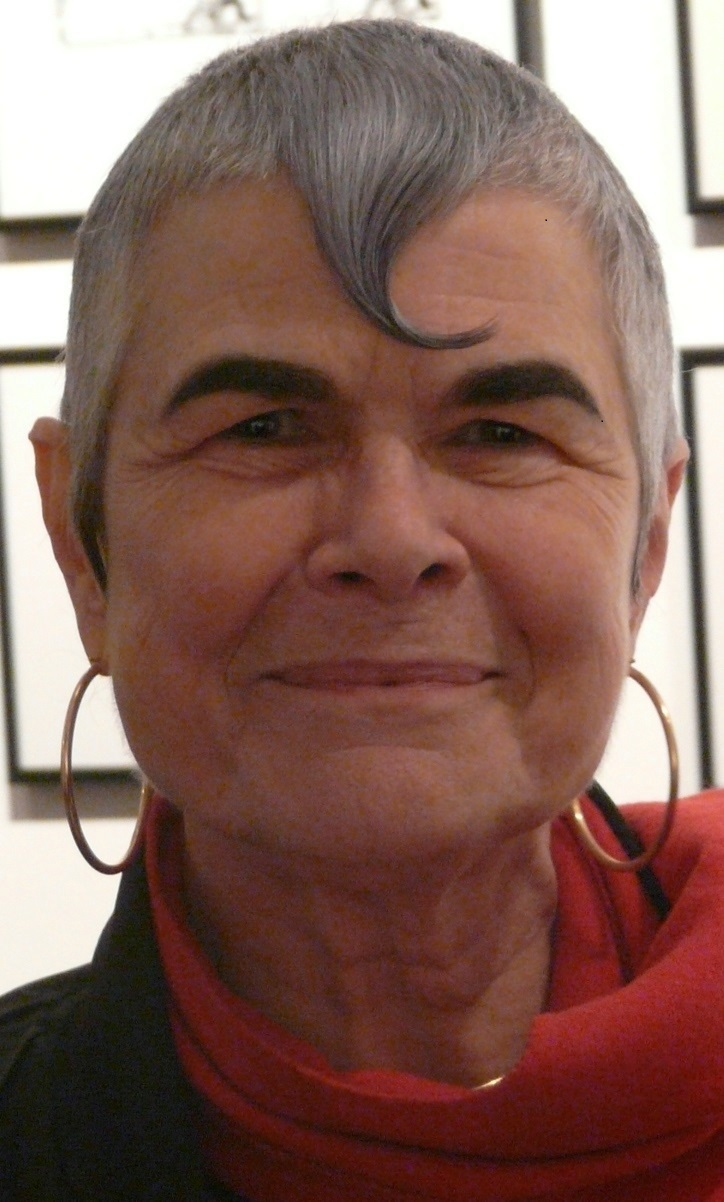
Anne-Marie Simond (2013)

Anne-Marie Simond (* 1. August 1941 in Lausanne) ist eine Schweizer Künstlerin und Schriftstellerin.

## Leben
Anne-Marie Simond wuchs als Tochter eines Schweizers und einer Französin in Lausanne auf, wo sie von 1957 bis 1961 die École des Beaux-Arts besuchte. Sie arbeitete als Modedesignerin und als Bühnenbildnerin. Daneben widmete sie sich der Malerei; ihre Werke wurden wiederholt in der Schweiz, in Deutschland und in Frankreich ausgestellt.
In den 1970er-Jahren begann sie mit der Veröffentlichung von Comics in Zeitschriften und Zeitungen. Ab den 1980er-Jahren kamen auch Aufsätze und Erzählungen dazu. 1990 erschien ihr erster Roman in Paris, zwei weitere publizierte sie in ihrem eigenen Verlag «Éditions du Héron».

## Werke

### Comics
- La Petite Alice. Éditions du Héron, Lausanne 1997.
- La Nouvelle Alice. Éditions du Héron, Lausanne 2012, ISBN 978-2-88486-011-6.

### Romane
- Le Séducteur. Éditions Olivier Orban, Paris 1990, ISBN 2-85565-614-1.
- Ariane. Éditions du Héron, Lausanne 2005, ISBN 2-88486-005-3.
- Les E-mails de Max à son parrain. Éditions du Héron, Lausanne 2006, ISBN 2-88486-007-X.